# كريفات
كريفات هي قرية مغربية شمال المملكة. تنتمي كريفات لإقليم الفقيه بنصالح الساحلي. تضم هذه القرية 34.103 نسمة (إحصاء 2004).